# Gambusia puncticulata
Gambusia puncticulata és un peix de la família dels pecílids i de l'ordre dels ciprinodontiformes de Jamaica, Cuba, les Bahames i les Illes Caiman.